# 遵化店镇
遵化店镇，是中华人民共和国河南省平顶山市叶县下辖的一个乡镇级行政单位。

## 行政区划
遵化店镇下辖以下地区：
张楼村、遵化店村、周湾村、孙庄村、裴庄村、温庄村、闫村、节张村、桑庄村、北陈庄村、张村、北屈庄村、戴庄村、霍张村、西赵村、汝坟桥村、祁营村、北大王庄村、张寨村、韩庄村、蒲楼村、溪庄村、张庄村和石灰厂村。